# 屯田司
屯田司，工部官署名称。
西晋始置屯田曹，隋朝改为屯田司，为工部四司之一，设侍郎、员外郎各一员。大业三年（607年），正副官员改为屯田郎、屯田承务郎。唐朝武德三年（620年）恢复屯田郎中、屯田员外郎的旧名。屯田郎中从五品上，屯田员外郎从六品上。管理全国屯田、京官职田、诸司公廨田。龙朔二年（662年）改为司田司，正副官员改为司田大夫、司田员外郎。咸亨元年（670年），恢复屯田司的旧名。五代十国沿置，北宋初年，设判屯田事一员，以无职事朝官担任，无职掌。屯田郎中为五品寄禄官，屯田员外郎为六品寄禄官。元丰改制设屯田郎中从六品、屯田员外郎正七品，管理屯田、营田、职田、学田、官庄。建炎三年（1129年），兼管水部司事务。金朝、元朝工部不分司。
明朝洪武十三年（1380年）设屯田部，设屯田郎中正五品、屯田员外郎从五品，洪武二十九年（1396年）改为屯田清吏司。管理设置屯垦，增益军储，抽分征商，伐薪烧炭，和四司工匠工食。设郎中一人，员外郎一人，主事三人。南京工部设郎中一人，主事一人。清朝顺治元年（1644年），沿置屯田清吏司，设郎中五人，满洲四人，汉族一人；主事五人，宗室一人，满洲二人，汉族二人。以及笔帖式、经承若干人。所属有都吏科、准支科、拒科、杂科、匠科。管理检查监督四司匠役，审核海、苇、煤课和本衙门汉官的升补。光绪三十二年（1906年），废除。掌管的事务归于民政部。